# Kałmucki
Kałmucki – polski herb szlachecki.

## Opis herbu

### Opis historyczny
Juliusz Ostrowski blazonuje herb następująco:

W polu zielonem — lew z koroną wspięty, strzałą w poprzek w lewo przebity, w prawej łapie szablę trzymający. Nad hełmem w koronie trzy pióra strusie.

### Opis współczesny
Opis skonstruowany współcześnie brzmi następująco:
Na tarczy w polu zielonym lew w koronie wspięty, strzałą przeszyty, z szablą w łapie prawej.
W klejnocie trzy pióra strusie.
Labry herbowe zielone, podbite srebrem.

## Geneza
Herb został nadany Janowi Kałmuckiemu przez Jana III Sobieskiego, króla polskiego w roku 1683. Kałmuccy uzyskali też tytuł baronowski w Austrii 10 września 1829 roku, z odmianą herbową.

## Herbowni
Herb ten był herbem własnym, toteż do jego używania uprawniony jest tylko jeden ród herbownych:
Kałmucki.